# Reprezentacja Wielkiej Brytanii w piłce wodnej kobiet
Reprezentacja Wielkiej Brytanii w piłce wodnej kobiet – zespół, biorący udział w imieniu Wielkiej Brytanii w meczach i sportowych imprezach międzynarodowych w piłce wodnej, powoływany przez selekcjonera, w którym mogą występować wyłącznie zawodnicy posiadający obywatelstwo brytyjskie. Za jej funkcjonowanie odpowiedzialny jest Brytyjski Związek Pływacki (BS), który jest członkiem Międzynarodowej Federacji Pływackiej.